# Karel II van Elbeuf
Karel II van Elbeuf (Parijs, 5 november 1596 - aldaar, 5 november 1657) was van 1605 tot aan zijn dood hertog van Elbeuf. Hij behoorde tot het huis Guise.

## Levensloop
Karel II was de oudste zoon van hertog Karel I van Elbeuf uit diens huwelijk met Marguerite de Chabot, dochter van Léonor Chabot, graaf van Charny. Na de dood van zijn vader in 1605 werd hij hertog van Elbeuf, graaf van Lillebonne en Rieux en baron van Ancenis. 
In 1607 vestigde hij zich aan het Franse koninklijk hof in Parijs, waar hij bevriend werd met de toekomstige koning Lodewijk XIII. Nadat die laatste meerderjarig werd, werd Karel kamerheer van de koning. Hij was vanaf het begin van diens bewind een vertrouweling van Lodewijk XIII en steunde hem in diens strijd tegen zijn moeder Maria de' Medici, tegen de edelen die samenzwoeren tegen kardinaal de Richelieu en tegen de hugenoten. Tijdens de oorlogen tegen de hugenoten nam hij deel aan het Beleg van La Rochelle, het Beleg van Saint-Jean-d'Angély en het Beleg van Montpellier. Bij het tweede beleg raakte hij gewond. 
Nadat hertog Hendrik II van Longueville had deelgenomen aan een opstand tegen Lodewijk XIII, volgde Karel hem op als gouverneur van Normandië. In 1630 steunde hij Maria de' Medici bij haar complot tegen Kardinaal de Richelieu, waardoor hij van het koninklijk hof verbannen werd en zijn functies van gouverneur en kamerheer verloor. Na de dood van Lodewijk XIII in 1643 werd Karel in ere hersteld en aangesteld tot gouverneur van Normandië en Picardië.
Tijdens de La Fronde-opstand bood hij in 1649 zijn militaire diensten aan aan de stad Parijs. Hij vocht als generaal onder de autoriteit van het Parlement van Parijs. In 1652 beëindigde hij zijn militaire loopbaan als opperbevelhebber van het Franse leger in Vlaanderen.
Karel II van Elbeuf overleed in november 1657, op zijn 61ste verjaardag. 

## Huwelijk en nakomelingen
Op 19 januari 1619 huwde hij in Parijs met Catharina Henriëtte van Bourbon (1596-1663), de buitenechtelijke dochter van koning Hendrik IV van Frankrijk en Gabrielle d'Estrées. Ze kregen zes kinderen:
- Karel III (1620-1692), hertog van Elbeuf
- Hendrik (1622-1648), abt van Homblières
- Frans Maria (1624-1694), prins van Lillebonne
- Catharina (1626-1645), kloosterzuster in Port-Royal
- Frans Lodewijk (1627-1694), graaf van Harcourt
- Maria Margaretha Ignatia (1628-1679)